# Bundesverband der Transportunternehmen
Der Bundesverband der Transportunternehmen (BVT) ist ein deutscher Wirtschaftsverband. Er setzt sich für die kleineren und mittleren Transportunternehmen ein, die überwiegend selbst Transporte durchführen und Fahrzeuge besitzen. Er richtet sich an die Unternehmen des gewerblichen Güterkraftverkehrs, sowohl des erlaubnispflichtigen (über 3,5 Tonnen zGG), als auch für den erlaubnisfreien Güterkraftverkehr.

## Geschichte
1991 wurde der Bundesverband der Unternehmer in den Paketdiensten e.V. (BVUP) gegründet und benannte sich 1996 in Bundesverband der Transportunternehmer um. Seit seiner Fusion mit dem Verband Deutscher Kleingütertransporteure e.V. (VDKt) wurde er in den heutigen Namen umbenannt. Der Sitz des Verbandes ist Dortmund. Der BVT ist Mitglied in der European Road Haulers Association (UETR).

## Aufgaben
Der Verband ist die politische Vertretung der Frachtführer in Berlin und Brüssel. Er will für die mehreren Tausend Transportunternehmen Anerkennung ihrer Arbeit in der Öffentlichkeit erstreiten und ihre Arbeit wirtschaftlich zu gestalten unterstützten.

## Leistungen
Für die Mitglieder bietet der Verband in Newsdiensten und Broschüren aufbereitete Informationen, organisiert den Erfahrungsaustausch und Beratung. Durch umfassende Berufsfortbildung und Kooperationen soll die Kompetenz und Wirtschaftlichkeit der Kleinunternehmen gestärkt werden. Er gibt für die Mitglieder des BVT die unverbindliche „Preisempfehlung Transport“ (PeTra) heraus. Zahlreiche Rahmenabkommen für Mitglieder runden das Angebot ab.

## Politische Ziele
Der BVT setzt sich ein für:
- Faire Wettbewerbsbedingungen in Europa
- Faire Verhältnisse zwischen Auftraggebern und Auftragnehmern
- Eine Vereinfachung der Steuergesetze
- Eine Änderung der Gewerbeordnung, zur Verbesserung der Situation der Kleinunternehmen
- Bürokratieabbau

## Gewerbepolitische Forderungen
Der Verband macht sich innerhalb der Branche in Abgrenzung zu anderen Logistikverbänden auch für die ganz Schwachen stark. So kritisierte der Verband die Arbeitsbedingungen bei Paketdiensten mit den Worten „Die Subunternehmen werden ausgepresst wie Zitronen“. Die Kosten etwa von Mauterhöhungen sollten die Transportunternehmen voll auf die Verlader und andere marktmächtige Auftraggeber weitergeben. Angesichts der hohen Spritpreise forderte er einen günstigere „Gewerbediesel“.

## Mitgliedschaft
Ordentliches Mitglied des Verbandes kann jede natürliche und juristische Person werden, die als Kleinunternehmen im Transportgewerbe tätig ist und ein entsprechendes Gewerbe ordnungsgemäß angemeldet hat. Zudem besteht die Möglichkeit einer Fördermitgliedschaft. Fördermitglied des Verbandes kann jede natürliche und juristische Person werden, die sich dem Verband besonders verbunden fühlt und zu dessen Förderung beitragen will.